# 董學
董學（1522年—1573年），字希顏，號愚斋，浙江杭州府海寧縣人，竈籍，明朝政治人物。

## 生平
嘉靖三十四年（1555年）乙卯科浙江鄉試第十四名舉人。嘉靖三十五年（1556年）聯捷丙辰科會試第一百六十三名，三甲第十名進士。礼部观政，授行人司行人，三十八年九月考选湖广道試御史，三十九年三月實授。四十年巡按直隶，四十三年巡按大名等府。萬曆元年卒，年五十二。

## 家族
曾祖董良；祖父董巒；父董翼，生员封御史；母楊氏，封太孺人。兄九思、九恩，俱生员；董鲲（副使）、董梦鲤、董炳、董思仁，俱生员；弟思禮、成章、成大，俱生员。